# Kanton Montréjeau
Kanton Montréjeau (francouzsky Canton de Montréjeau) je francouzský kanton v departementu Haute-Garonne v regionu Midi-Pyrénées. Tvoří ho 17 obcí.

## Obce kantonu
- Ausson
- Balesta
- Bordes-de-Rivière
- Boudrac
- Cazaril-Tambourès
- Clarac
- Cuguron
- Le Cuing
- Franquevielle
- Lécussan
- Loudet
- Montréjeau
- Ponlat-Taillebourg
- Saint-Plancard
- Sédeilhac
- Les Tourreilles
- Villeneuve-Lécussan